# FA Cup 1876-1877
De FA Cup 1875-1876 was de 6de editie van de oudste bekercompetitie van de wereld in het voetbal, de Engelse FA Cup. De FA Cup werd gewonnen door Wanderers FC. Het was de tweede eindwinst op rij voor de club, de vierde in totaal. Aan het toernooi zouden 37 teams deelnemen, vijf meer dan het vorig seizoen. Vijf ploegen speelden echter nooit een wedstrijd.

## Eerste ronde
| Thuisclub            | Uitslag  | Bezoekers           | Datum van wedstrijd |
| -------------------- | -------- | ------------------- | ------------------- |
| Southall             | Walkover | Old Wykehamists     |                     |
| Sheffield            | Walkover | Trojans             |                     |
| Barnes               | Walkover | Old Etonians        |                     |
| Royal Engineers      | 2-1      | Old Harrovians      | 4 november 1876     |
| Clapham Rovers       | 5-0      | Reigate Priory      | 11 november 1876    |
| Queen's Park         | Bye      |                     |                     |
| Upton Park           | 7-0      | Leyton              | 28 oktober 1876     |
| Wanderers            | Walkover | Saffron Walden Town |                     |
| South Norwood        | 4-1      | Saxons              | 4 november 1876     |
| Oxford University    | Walkover | Old Salopians       |                     |
| Shropshire Wanderers | Walkover | Druids              |                     |
| Pilgrims             | 4-1      | Ramblers            | 14 oktober 1876     |
| Swifts               | 2-0      | Reading Hornets     | 4 november 1876     |
| Cambridge University | Walkover | High Wycombe        |                     |
| Panthers             | 3-0      | Wood Grange         | 8 november 1876     |
| 105th Regiment       | 3-0      | 1st Surrey Rifles   | 11 november 1876    |
| Herts Rangers        | 1-2      | Marlow              | 4 november 1876     |
| Rochester            | 5-0      | Highbury Union      | 4 november 1876     |
| Forest School        | 4-1      | Gresham             | 4 november 1876     |

## Tweede ronde
| Thuisclub            | Uitslag | Bezoekers            | Datum van wedstrijd |
| -------------------- | ------- | -------------------- | ------------------- |
| Royal Engineers      | 3-0     | Shropshire Wanderers | 9 december 1876     |
| Marlow               | 1-0     | Forest School        | 29 november 1876    |
| Queen's Park         | Bye     |                      |                     |
| Upton Park           | 1-0     | Barnes               | 9 december 1876     |
| Wanderers            | 6-0     | Southall             | 16 december 1876    |
| South Norwood        | 0-7     | Sheffield            | 2 december 1876     |
| Oxford University    | 6-1     | 105th Regiment       | 14 december 1876    |
| Pilgrims             | 1-0     | Panthers             | 9 december 1876     |
| Cambridge University | 2-1     | Clapham Rovers       | 16 december 1876    |
| Rochester            | 1-0     | Swifts               | 16 december 1876    |

## Derde ronde
| Thuisclub            | Uitslag  | Bezoekers    | Datum van wedstrijd |
| -------------------- | -------- | ------------ | ------------------- |
| Royal Engineers      | 1-0      | Sheffield    | 20 januari 1877     |
| Upton Park           | 2-2      | Marlow       | 27 januari 1877     |
| Wanderers            | 3-0      | Pilgrims     | 20 januari 1877     |
| Oxford University    | Walkover | Queen's Park |                     |
| Cambridge University | 4-0      | Rochester    | 3 februari 1877     |

### Derde ronde - Replay
| Thuisclub  | Uitslag | Bezoekers | Datum van wedstrijd |
| ---------- | ------- | --------- | ------------------- |
| Upton Park | 1-0     | Marlow    | 24 januari 1877     |

| Thuisclub         | Uitslag | Bezoekers  | Datum van wedstrijd |
| ----------------- | ------- | ---------- | ------------------- |
| Oxford University | 1-0     | Upton Park | 10 maart 1877       |

## Vierde ronde
| Thuisclub            | Uitslag | Bezoekers       | Datum van wedstrijd |
| -------------------- | ------- | --------------- | ------------------- |
| Wanderers            | Bye     |                 |                     |
| Oxford University    | 0-0     | Upton Park      | 24 februari 1877    |
| Cambridge University | 1-0     | Royal Engineers | 17 februari 1877    |

### Vierde ronde - Replay
| Thuisclub         | Uitslag | Bezoekers  | Datum van wedstrijd |
| ----------------- | ------- | ---------- | ------------------- |
| Oxford University | 1-0     | Upton Park | 10 maart 1877       |

## Halve finale
| Thuisclub         | Uitslag | Bezoekers            | Datum van wedstrijd |
| ----------------- | ------- | -------------------- | ------------------- |
| Wanderers FC      | 1-0     | Cambridge University | 20 maart 1877       |
| Oxford University | Bye     |                      |                     |

## Finale
| Thuisclub    | Uitslag | Bezoekers         | Datum van wedstrijd |
| ------------ | ------- | ----------------- | ------------------- |
| Wanderers FC | 2-1     | Oxford University | 24 maart 1877       |